# 中村中
中村 中（なかむら あたる、本名同じ、1985年6月28日 - ）は、日本のシンガーソングライター、役者。東京都墨田区出身。

## 略歴
15歳の頃より作詞・作曲を始める。中学3年生の頃より路上ライブを行い、ストリートミュージシャンとして活動するようになる。
2004年3月28日、第5回かつしかバンドフェスティバルにてグランプリを受賞。11月、ヤマハ音楽振興会主催のTEENS' MUSIC FESTIVAL 2004の全国大会に出場する。以後、ヤマハの発掘育成システム「ヤマハ・ミュージック・クエスト」と契約し、楽曲制作や、ライブハウスなどでのライブを続ける。
2006年、6月28日、21歳の誕生日にavex traxからシングル「汚れた下着」でメジャー・デビューする。8月11日 - 13日に舞台『Radiogenic リーディング・スペクタクル 優雅な秘密』で、13日に『Radiogenic リーディング・スペクタクル 特別公演苫小牧スペシャル 下町日和』でディーバ役で出演する。8月26日、a-nation '06にてオープニングアクトを務める。9月11日、戸籍上男性（精神上女）であることを公式サイトで公表する。10月5日、ドラマ『私が私であるために』出演記念盤として『友達の詩』を1万枚限定500円で発売。10月10日、日本テレビ系DRAMA COMPLEX放送ドラマ『私が私であるために』で性同一性障害の役柄でドラマに初出演する。11月15日、発売のAAAのシングル『チューインガム』に楽曲提供し、同曲のミュージック・ビデオにも出演する。
2007年、1月1日、初のアルバム『天までとどけ』を発売。6月27日、5枚目のシングル「リンゴ売り」を発売。11月16日、3度目のワンマンライブ・初の全国ツアーとなるライブ『中村中 LIVE 〜愛されたくて生まれた〜』を仙台市民会館小ホールから開始する。11月21日、6枚目のシングル「裸電球」を発売。12月5日、2枚目のアルバム『私を抱いて下さい』を発売。12月31日、『第58回NHK紅白歌合戦』に戸籍に記載された性別が男性であるソロシンガーとして紅白史上初めて、紅組で出場する。
2008年9月26日、テレビ朝日系『ツジツマ』内放送のドラマ「マゼンタに気をつけろ」で、初めてドラマ原案を手掛ける。
2009年、5月、公式モバイルファンクラブ『中毒モバイル。』を開設。
2010年、4月1日、ヤマハミュージックコミュニケーションズに移籍。移籍第1弾となる4thアルバム『少年少女』で第52回日本レコード大賞優秀アルバム賞を受賞した。
2014年、1月24日、テイチクエンタテインメントに移籍。

## 人物
両親は幼少期に離婚し、母親のもとで育つ。戸籍上の性別は男性。
子供のころは歌うことを好んで楽器には興味を示さなかった。しかし、10歳の時に合唱コンクールがあり、懸命に歌う中村の姿が同級生には疎ましく思われ、中村は同級生と一緒に歌う気をなくす。歌わない選択肢として指揮者とピアノの伴奏者があったが、指揮者はすでに決まっていたので、中村は伴奏者になった。そして、独学でピアノを修得。さらに、10代初めの変声期、変っていく声への違和感から歌うことに苦痛を感じることさえあり、これがきっかけとなってドラムなどの楽器を演奏、さらに作詞作曲をする。中学校の吹奏楽部に所属する傍ら、複数のバンドを掛け持ちし、様々な楽器に触れる。中学校卒業間近にして出会った地元のストリートミュージシャンに啓発されて、路上ライブをするようになる。
2006年からは、女優としてドラマや舞台でも活動しており、「演技も歌うことと同様に捉えている」と述べる。

## 作品

### シングル
| 枚                            | 発売日         | タイトル           | 規格品番                         | 順位     |
| メジャー                      | メジャー       | メジャー           | メジャー                         | メジャー |
| ----------------------------- | -------------- | ------------------ | -------------------------------- | -------- |
| 1st                           | 2006年6月28日  | 汚れた下着         | AVCD-30990B:CD+DVD AVCD-30991:CD | 155位    |
| 2nd                           | 2006年9月6日   | 友達の詩           | AVCD-31013B:CD+DVD AVCD-31014:CD | 9位      |
| ドラマ出演記念1万枚限定生産盤 | 2006年10月5日  | 友達の詩           | AVCD-31139                       |          |
| 3rd                           | 2006年11月15日 | 私の中の「いい女」 | AVCD-31096B:CD+DVD AVCD-31097:CD | 39位     |
| 4th                           | 2007年2月21日  | 風になる           | AVCD-31168B:CD+DVD AVCD-31169:CD | 103位    |
| 5th                           | 2007年6月27日  | リンゴ売り         | AVCD-31239B:CD+DVD AVCD-31240:CD | 30位     |
| 6th                           | 2007年11月21日 | 裸電球             | AVCD-31342B:CD+DVD AVCD-31343:CD | 87位     |
| 7th                           | 2008年7月9日   | 風立ちぬ           | AVCD-31387                       | 29位     |
| 8th                           | 2008年12月17日 | 事勿れ主義         | AVCD-31388                       | 65位     |
| 9th                           | 2010年6月2日   | 家出少女           | YCCW-30025                       | 90位     |
| 10th                          | 2014年6月4日   | 幾歳月             | TECI-340                         | 103位    |
| 11th                          | 2015年6月24日  | ここにいるよ       | TECI-373                         | 103位    |
| インディーズ                  |                |                    |                                  |          |
| 1st                           | 2005年6月28日  | 友達の詩           |                                  |          |

### アルバム

#### オリジナル・アルバム
| 枚  | 発売日         | タイトル                                      | 規格品番                              | 順位  |
| --- | -------------- | --------------------------------------------- | ------------------------------------- | ----- |
| 1st | 2007年1月1日   | 天までとどけ                                  | AVCD-23108B:CD+DVD AVCD-23109:CD      | 26位  |
|     | 2007年12月29日 | 天までとどけ -第58回 NHK紅白歌合戦出場記念盤- | AVCD-23567B:CD+DVD AVCD-23568:CD      |       |
| 2nd | 2007年12月5日  | 私を抱いて下さい                              | AVCD-23382B:CD+DVD AVCD-23383:CD      | 38位  |
| 3rd | 2009年2月25日  | あしたは晴れますように                        | AVCD-23760B:CD+DVD AVCD-23761:CD      | 59位  |
| 4th | 2010年9月22日  | 少年少女                                      | YCCW-10120                            | 65位  |
| 5th | 2012年4月18日  | 聞こえる                                      | YCCW-10170                            | 76位  |
| 6th | 2014年9月3日   | 世界のみかた                                  | TECI-1416:初回限定盤 TECI-1418:通常盤 | 67位  |
| 7th | 2015年11月18日 | 去年も、今年も、来年も、                      | TECI-1470                             | 106位 |
| 8th | 2018年12月5日  | るつぼ                                        | TECI-1604:初回限定盤 TECI-1605:通常盤 | 114位 |
| 9th | 2020年1月15日  | 未熟もの                                      | TECI-1659                             | 89位  |

#### ミニ・アルバム
| 1st | 2017年6月21日 | ベター・ハーフ | TECI-1546 | 144位 |

#### ベスト・アルバム
| 1st | 2011年5月11日 | 若気の至り | AVCD-38291B:CD+DVD AVCD-38292:CD | 101位 |
| 2nd | 2022年2月16日 | 妙齢       | TECI-1766                        | -     |

#### セルフカバー・アルバム
| 1st | 2011年5月11日 | 二番煎じ | YCCW-50007 | 102位 |

### 参加作品
| 発売日        | タイトル                                                | 規格品番   | 収録曲                                     |
| ------------- | ------------------------------------------------------- | ---------- | ------------------------------------------ |
| 2005年4月20日 | WHO PLAYS A GO-GO? 〜GO!GO!7188 Amateur Tribute Album〜 |            | M-6「雨のち雨のち雨」                      |
| 2007年2月21日 | 叫 Music Collection                                     | AVCF-26049 | M-20「風になる (cinema version)」          |
| 2007年7月11日 | REIDEEN オリジナル・サウンドトラック                    | AVCD-23299 | M-30「駆け足の生き様 (REIDEEN Edit ver.)」 |
| 2008年3月5日  | HAPPY! 〜CLIMAX marriage best〜                         | AVCD-23489 | M-11「私の中の「いい女」」                 |
| 2009年2月18日 | 誰も知らない泣ける歌 外伝 ゆうきのうた avex selections  | IOCD-20279 | M-7「命日」                                |
| 2009年3月25日 | こころのしずく 〜未来に継がれていく歌〜                 | TECG-30020 | M-5「友達の詩」                            |
| 2011年1月12日 | We Love Mackey マッキートリビュート                     | SRCL-7484  | M-9「PENGUIN」                             |
| 2011年3月16日 | GO!GO!7188 Tribute - GO!GO! A GO!GO!                    | VICB-60069 | M-4「雨のち雨のち雨」                      |
| 2013年8月7日  | 泉谷しげる「昭和の歌よ、ありがとう」                    | WTCS-1034  | M-6「生きてるって言ってみろ」              |

### 提供作品
- 岩崎宏美「友達の詩」（2006年）、「時の針」（2013年6月）
- AAA「チューインガム」（2006年）
- 戸田恵子「強がり」（2007年）
- ジェロ「晴れ舞台」（2008年）、「やんちゃ道」（2009年）、「手紙を書いてよ」（2009年）、「ただ…涙」（2011年）
- 由紀さおり「かくれんぼ」（2009年）、「回転木馬」（2009年）
- STARDUST REVUE「潮騒静夜」（歌詞提供、2009年）
- 中孝介「遺書の書き方」（2011年）
- 浜崎貴司×中村 中「セナカアワセ」（2013年1月）
- 冴木彩乃「薄墨の桜」（曲提供、2013年4月）
- 上條恒彦「最後の授業」（曲提供、2013年9月）
- 森恵「ゆずり葉」（曲提供、2014年2月）
- 研ナオコ「壁の向こう」（2015年5月）[5]
- 八代亜紀「命のブルース」（2015年10月）[6]「哀歌-aiuta-」(2015年10月)[7]
- ボニーさんとブー「山茶花」（2016年）
- 大竹しのぶ「天使じゃないけれど」（2017年）
- 藤あや子「素顔」「素肌」（2018年、共に歌詞提供）

### 着うた配信
1. 愚痴（2006年6月23日）
2. まだ熱いくちびる（2007年2月22日）
3. 焼心者（2009年10月28日）- 舞台『ガス人間第1号』主題歌
4. ずっと君を見ている（2012年2月8日）- 映画『種まく旅人〜みのりの茶〜』主題歌

### DVD
- 優雅な秘密（2007年2月21日発売）
- 私が私であるために（2007年2月21日発売）
- 中村中 ライブ 〜愛されたくて生まれた〜 at 渋谷C.C.Lemonホール（2008年4月2日発売）
- 中村中×牡丹燈籠（2008年4月2日発売）
- 月刊 NEO DVD 中村 中 “純粋+悪”（2011年7月22日発売）
- 中村 中 LIVE2014 敵か!?みかたか!?（2015年3月25日発売）

### 写真集
- 中村中 LIVE 〜愛されたくて生まれた〜 LIVEフォトアルバム（2007年12月2日発売）
- 中村中 official photo book 「号外」（2007年12月13日発売）
- 青春でした。―中村中セルフポートレートポエム（2011年6月1日発売）
- 月刊 NEO 中村 中（2011年6月28日発売）
- ATARU NAKAMURA LYRIC & PHOTO BOOK（2017年5月20日発売）

## タイアップ
| 楽曲               | タイアップ                                                                               |
| ------------------ | ---------------------------------------------------------------------------------------- |
| 愚痴               | 立山酒造CMソング                                                                         |
| 友達の詩           | 日本テレビ系列ドラマ・コンプレックス「私が私であるために」挿入歌                         |
| 私の中のいい女     | TBS系ドラマ愛の劇場『いい女』主題歌                                                      |
| 駆け足の生き様     | WOWOWアニメ『REIDEEN』エンディングテーマ                                                 |
| 風になる           | ザナドゥー配給映画『叫』主題歌                                                           |
| 風立ちぬ           | 全国松竹系公開映画『ゲゲゲの鬼太郎 千年呪い歌』主題歌                                    |
| 焼心者             | 舞台『ガス人間第一号』主題歌                                                             |
| ずっと君を見ている | 映画『種まく旅人〜みのりの茶〜』主題歌                                                   |
| またあした         | 福井テレビ『未来予測テキメンタリーありそで！なさそな？２０５０』エンディングテーマソング |

## ミュージック・ビデオ
| 監督         | 曲名                                                          |
| 東学         | 「闇のまん中」                                                |
| 上村右近     | 「友達の詩」                                                  |
| A.T.         | 「事勿れ主義」                                                |
| 川村ケンスケ | 「汚れた下着」「家出少女」「風立ちぬ (Movie Ver.)」「裸電球」 |
| 工藤伸一     | 「私の中の「いい女」」                                        |
| 鈴木浩介     | 「リンゴ売り」                                                |
| 不明         | 「鳥の群れ」                                                  |

## 出演

### テレビドラマ
- DRAMA COMPLEX『私が私であるために』（日本テレビ系、2006年10月10日放送） - 蓮見凛役
- 音女（テレビ朝日系、2007年）
  - 071「分かってるオトメ」佐渡子役
  - 073「救うオトメ」NORICO役
  - 079「断ち切ったオトメ」美代子役
  - 087「自慢されるオトメ」なほ美役
- シリーズ・江戸川乱歩短編集 第1弾『1925年の明智小五郎』第1回「D坂の殺人事件」（NHK BSプレミアム、2016年1月11日放送） - 古本屋の細君役
- 土曜ドラマ 三浦部長、本日付けで女性になります。（NHK総合、2020年3月21日 -） - つばきさん役
- 帰ってきたらいっぱいして。（2023年10月20日 - 、読売テレビ） - 鷺坂芙美乃 役[8]
- 日本テレビ開局70年スペシャルドラマ「テレビ報道記者〜ニュースをつないだ女たち〜」（2024年3月5日、日本テレビ） - 高梨和美 役[9]
- 連続テレビ小説『虎に翼』（NHK総合、2024年8月21日放送）- 山田役

### 舞台
- Radiogenic リーディング・スペクタクル - ディーバ 役
  - Radiogenic リーディング・スペクタクル 優雅な秘密（2006年）
  - Radiogenic リーディング・スペクタクル 特別公演苫小牧スペシャル 下町日和（2006年）
  - Ragiogenic リーディング・スペクタクル 下町日和 人情編」（2007年）
- ロック・ミュージカル『 ヘドウィグ・アンド・アングリーインチ』（2007年）- イツァーク 役
- 牡丹燈籠（2007・2008年）- お雪（歌い手）役
- LOVE LETTERS（2008年）- メリッサ 役
- ガス人間第一号（2009年）- 藤田千代 役
- ニッポン無責任新世代（2011年7月） ※ スタッフとして音楽も担当
- 教授 〜流行歌の時代を、独自の価値観で生きた歌好きの免疫学教授、そして、観念的な恋愛に己を捧げた助手〜（2013年2月）※ 音楽監督と弾き語りを担当
- エドワード2世（2013年10月） - イザベラ 役
- 中島みゆき 夜会
  - VOL.18 『橋の下のアルカディア』（2014年11月15日 - 12月16日）- 豊洲天音・すあま 役
  - VOL.19 『橋の下のアルカディア』（再演、2016年11月17日 - 12月17日） - 豊洲天音・すあま 役
- マーキュリー・ファー　Mercury Fur（2015年2月1日 - 3月8日）- ローラ 役
- ベター・ハーフ（2015年4月3日 - 5月5日）- 小早川汀 役
  - ベター・ハーフ（再演、2017年6月25日 - 8月6日）- 小早川汀 役
- ライ王のテラス（2016年3月、赤坂ACTシアター） - 第一王妃 役[10]
- 劇団クロックガールズ 第14回公演『悪女たちのララバイ』（2017年3月2日 - 3月6日、新宿シアターモリエール） - 神宮寺夏希 役
- FILL-IN～娘のバンドに親が出る～（2017年7月13日 - 7月23日、紀伊国屋ホール） - 音楽担当
- ヘドウィグ・アンド・アングリーインチ SPECIAL SHOW（2017年10月13日 - 10月15日・17日、東京シアターオーブ 他） - イツァーク 役
- 中島みゆき 夜会工場VOL.2（2017年11月26日 - 2018年2月18日、府中の森芸術劇場・ドリームホール 他）
- ハダカ座公演 VOL.1『ストリップ学園』（2018年1月12日 - 1月20日、新宿FACE） - ウヅメ 役
- 財団、江本純子 VOL.12『ぼくと回転する天使たち』（2018年5月23日 - 5月27日、ギャラリールデコ４階）
- オフィスPSCプロデュース公演 第一弾『殺人ラヂヲ』（2018年5月22日 - 5月30日、シアターKASSAI） - ゲスト出演
- good morning N°5 ～party live show ⑪～ 『祝杯ハイウェイ』『看護婦の部屋～白の魔女～』（2018年11月10日 - 11月18日、下北沢駅前劇場）
- 青蛾館創立35周年記念公演「毛皮のマリー」に出演。美少女・紋白役で日出郎とダブルキャスト。毛皮のマリー役はのぐち和美、美少年役は安川純平と砂原健佑、下男役は加納幸和と土屋良太のダブルキャスト。演出は寺山偏陸。寺山偏陸は寺山修司の母はつの希望により養子縁組をしていることから、寺山修司の義弟となっている人物。 （2019年3月14日～21日、東京芸術劇場シアターウエスト） - 美少女・紋白　役
- 舞台「パタリロ!」〜霧のロンドンエアポート〜（2021年1月、天王洲 銀河劇場）- 歌姫 役[11]
  - 舞台「パタリロ!」～ファントム～（2022年9月、天王洲 銀河劇場/大阪 サンケイホールブリーゼ）[12]
- EPOCH MAN「オーレリアンの兄妹」（2021年8月13日 - 22日、駅前劇場） - 晃子 役・音楽担当[13]
- 歌妖曲〜中川大志之丞変化〜（2022年11月6日 - 30日、明治座 / 12月8日 - 12日、キャナルシティ劇場 / 12月17日 - 25日〉、新歌舞伎座） - 一条あやめ 役[14][15]
- ミュージカル『えんとつ町のプペル』（2025年8月9日 - 30日、KAAT神奈川芸術劇場） - ベラール 役[16]
- ゾンビフェス THE END OF SUMMER 2025（2025年10月16日〈予定〉、CBGKシブゲキ!!）[17]

### 映画
- ジャンクション29（2019年） - 白鳥司織 役
- ハザードランプ（2022年、公開中止） - ズーコ 役
- ブルーボーイ事件（2025年公開予定） - メイ 役[18]

### 音楽番組
- 輝き続ける中島みゆき（2021年3月7日、BSフジ）[19]

### NHK紅白歌合戦出場歴
| 年度/放送回               | 回 | 曲目     | 出演順 | 対戦相手 |
| ------------------------- | -- | -------- | ------ | -------- |
| 2007年（平成19年）/第58回 | 初 | 友達の詩 | 41/54  | 平井堅   |

注意点
- 出演順は「出演順/出場者数」で表す。

### ラジオ
メインパーソナリティを務めたもののみの記載。
- 中村中のオールナイトニッポン（ニッポン放送、2006年10月4日・2007年1月4日放送）
- RADIO SESSIONS 中村中 ラヂオ中毒（JFN系、2007年3月放送）
- 中村 中 癒しのデッドボール（東海ラジオ、2008年4月6日 - 2009年3月29日）
- よのなかばかなのよ（bayFM、2011年4月7日 - 2022年9月29日）
- 中村 中による二段階右折（TBSラジオ・JRN系金曜深夜「ミュージックナビ〜昨日と今日との交差点〜」内、2011年4月9日 - 2014年3月29日）

## 主なライブ

### ワンマンライブ・主催イベント
- 2007年 - 中村 中 LIVE 〜天までとどけ〜
- 2007年 - 中村 中 LIVE 〜愛されたくて生まれた〜
- 2008年 - 中村 中 LIVE 2008
- 2008年 - 中村 中 Concert Tour「夜明けを追いかけて」
- 2009年 - 中村 中 Concert Tour 2009 「異常気象」
- 2009年 - 中村 中 アコースティックツアー 阿漕な旅
- 2009年 - 中村 中 ライブ 2009「調布・女心」
- 2009年 - 中村 中 ライブ 2009「海老名・秋の空」
- 2009年 - 中村 中 アコースティックライブ 阿漕な土産
- 2010年 - 中村 中 アコースティックツアー 阿漕な旅 2010
- 2010年 - 中村 中 Concert Tour 2010「捜索願い」
- 2011年 - 中村 中 アコースティックツアー 阿漕な旅 2011 〜五才になりました〜
- 2011年 - 5周年ファイナル企画 ソロバン
- 2012年 - 中村 中 アコースティックツアー 阿漕な旅 2012 〜未来に宛てた手紙〜
- 2012年 - 中村 中 LIVE 2012「聞こえる プレイボタンを押せ！」
- 2013年 - 中村 中 アコースティックツアー 阿漕な旅 2013〜ひとりあやとり〜
- 2014年 - 中村 中 LIVE 2014「七転び八起き」
- 2014年 - 中村 中 アコースティックツアー 阿漕な旅 2014 〜幾歳月〜
- 2014年 - 中村 中 LIVE 2014「敵か!?みかたか!?」
- 2015年 - 中村 中 アコースティックツアー阿漕な旅 2015 〜どこにいても〜
- 2016年 - 中村 中 LIVE 2016 生まれ変わろう、そして
- 2016年 - 中村 中 TOUR 2016 十の指
- 2017年 - 中村 中 TOUR 2017 十の指ふたたび
- 2017年 - 中村 中 TOUR「ピアノセッション 十の指2017〜かたわれを求めて〜」
- 2018年 - 中村 中 LIVE 2018〔三面鏡の女〕
- 2018年 - 中村 中 アコースティックツアー 阿漕な旅2018～2019 ひとりかるたとり
- 2019年 - 中村 中 LIVE2019 箱庭-NEW GAME-
- 2020年 - 中村 中 アコースティックツアー阿漕な旅2020 -何回言ったらわかるの-
- 2020年 - 中村 中 LIVE2020 僕らは半人前

### 出演イベント
- 2006年08月19日・20日・26日・27日・ - a-nation 2006
- 2007年07月28日・08月18日・25日 - a-nation 2007
- 2008年08月01日 - MATCH UP '08 SUMMER SERIES
- 2008年08月17日 - a-nation 2008
- 2008年11月08日 - 世田谷にみどりいっぱいチャリティコンサート
- 2009年07月18日 - ap bank fes '09
- 2009年08月28日 - TREASURE05X 2009 〜Sing a somg〜
- 2009年11月30日 - クリスマスの約束2009
- 2010年05月29日 - 〜FM OSAKA開局40周年記念プレミアム〜 E∞Tracks Live
- 2011年01月24日 - GACHI・シーズン2 春夏秋冬〜冬の陣 浜崎貴司 vs.中村 中
- 2011年08月18日 - 音霊 OTODAMA SEA STUDIO 2011「賛美歌」
- 2011年11月30日 - クリスマスの約束2011
- 2012年08月08日 - Date fm夕涼みコンサート2012
- 2012年09月23日・24日 - 谷山浩子 猫森集会2012
- 2012年10月28日 - 森と泉谷と7人の大人たちLIVE
- 2013年07月14日 - 朝日のあたる村音楽祭2013
- 2013年12月30日 - 泉谷しげる「昭和の歌よ、ありがとう」 One Night Premire LIVE
- 2014年11月15日〜12月16日 - 中島みゆき 夜会VOL.18 「橋の下のアルカディア」
- 2015年05月17日 - 柏MUSIC SUN
- 2015年06月20日 - REAL MUSIC NAKED presents REAL MUSIC VILLAGE 2015
- 2015年11月23日・29日 - 中島みゆき RESPECT LIVE 歌縁 (うたえにし)
- 2019年12月06日 - LGBTQ支援音楽イベント「コカ・コーラpresents LIVE PRIDE 〜愛をつなぎ，社会を変える。〜」[20]